# VAL 206
Le VAL 206 est la première génération de VAL de Matra Transport (devenue Siemens Transportation Systems en novembre 2001) et de la CIMT (Alstom). C'est un métro en conduite automatique intégrale. Il est équipé de roues pneumatiques, ce qui facilite son adhérence, utile sur des lignes aux arrêts rapprochés nécessitant une bonne accélération et un bon freinage. 
Le nombre 206 signifie que la largeur d'une rame est de 206 cm (soit 2,06 m).
Chaque rame est composée de deux voitures sans intercirculation entre les deux. Il n'y a pas de cabine de conduite car il n'y a pas de conducteur, les passagers peuvent donc voir à l'avant du métro. Toutefois un petit dispositif manuel de conduite est présent à l'avant de chaque rame, caché par un capot à serrure.
Son évolution est le VAL 208.

## Caractéristiques

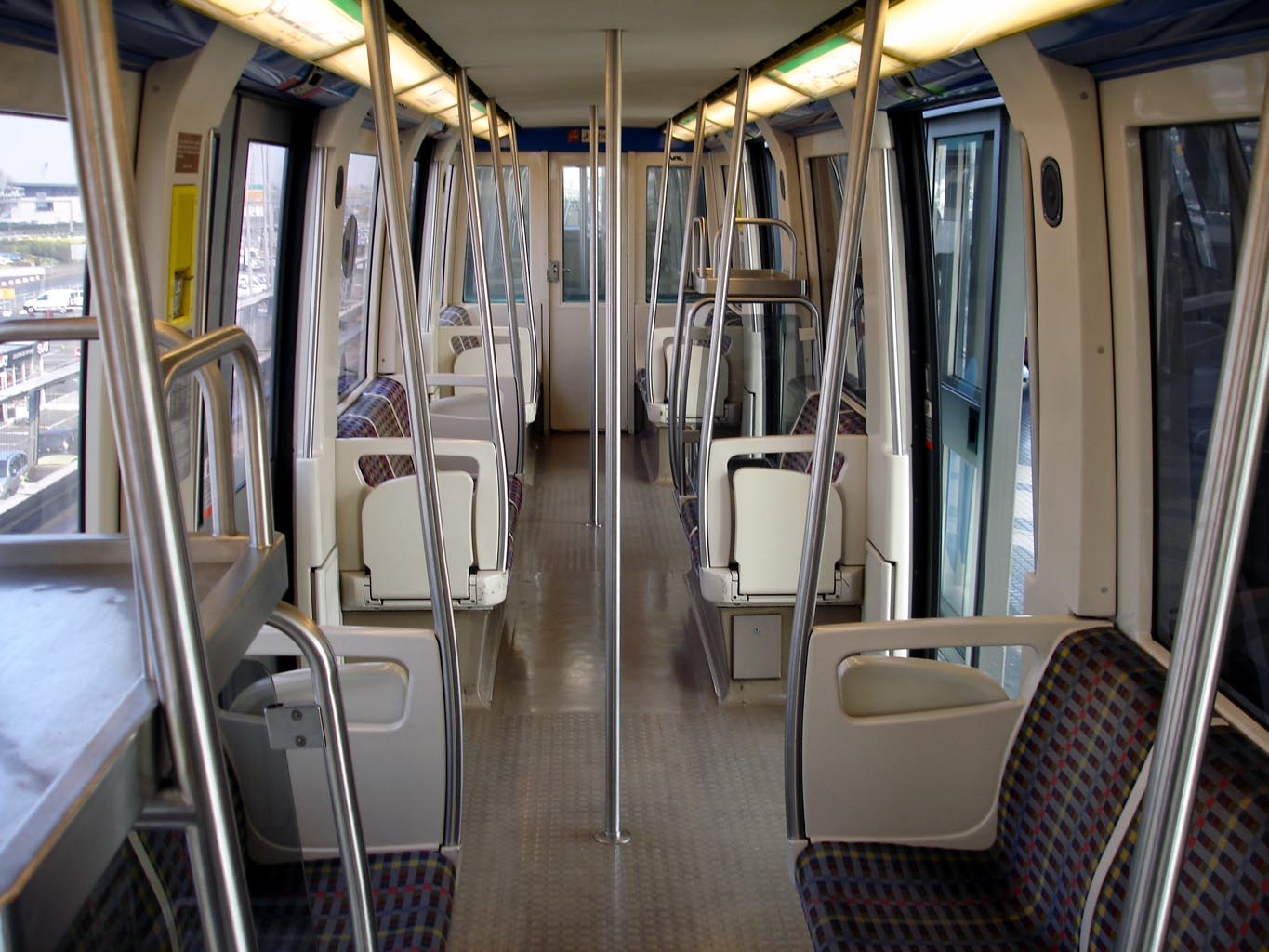
L'intérieur d'une rame de VAL 206 non rénovée sur la ligne Orlyval.

Les caractéristiques techniques du VAL 206 sont les suivantes, :
- Capacité de transport : entre 120[5] et 208 personnes[6] ;
  - Nombre de places assises : 44 ;
- Puissance par essieu : 120 kW ;
- Consommation moyenne : 120 kWh.

## Production
On retrouve ces rames sur les réseaux suivants : 
- Métro de Lille (depuis 1983) : 83 rames (le réseau comporte également des rames de VAL 208)[3] ;
- Métro de Toulouse (depuis 1993) : 28 rames totalement rénovées entre 2011 et 2014[7] (le réseau comporte également des rames de VAL 208 et de VAL 208 NG et NG 2) ;
- Navette Orlyval (1991) : 8 rames, rénovées entre 2017 et 2020[8].